# 姜必勲
姜 必勲（カン・ピルン、朝鮮語: 강필훈）は、朝鮮民主主義人民共和国の軍人、政治家。朝鮮人民内務軍政治局局長、朝鮮労働党中央委員会委員。朝鮮人民軍における軍事称号（階級）は中将。

## 経歴
出生地や生年月日は不明。2009年3月に最高人民会議第12期代議員に選出された。2014年3月に第13期代議員に再選され、同年4月9日に開催された最高人民会議第13期第1回会議で、代議員資格審査委員会委員に選出された。2014年4月に解任された李炳三の後任として、朝鮮人民内務軍政治局局長に任命された。2016年5月9日に開催された朝鮮労働党第7次大会で朝鮮労働党中央委員会委員に選出された。2017年1月11日にアメリカ財務省により、姜必勲が人権蹂躙に関与したとして制裁対象に指定された。